# Moltifao
Moltifao (korsisch Moltifau) ist eine Gemeinde auf der französischen Insel Korsika. Sie gehört zur Region Korsika, zum Département Haute-Corse, zum Arrondissement Corte und zum Kanton Golo-Morosaglia. Die Bewohner nennen sich Moltifinchi.

## Geografie
Das Siedlungsgebiet liegt auf ungefähr 400 Metern über dem Meeresspiegel. Die Nachbargemeinden sind
- Castifao im Norden,
- Canavaggia im Nordosten,
- Morosaglia im Osten,
- Piedigriggio im Südosten,
- Popolasca und Castiglione im Süden,
- Asco im Südwesten und im Westen,
- Vallica im Nordwesten.

## Bevölkerungsentwicklung
| Jahr      | 1962 | 1968 | 1975 | 1982 | 1990 | 1999 | 2008 | 2012 |
| --------- | ---- | ---- | ---- | ---- | ---- | ---- | ---- | ---- |
| Einwohner | 465  | 437  | 383  | 434  | 427  | 549  | 703  | 734  |

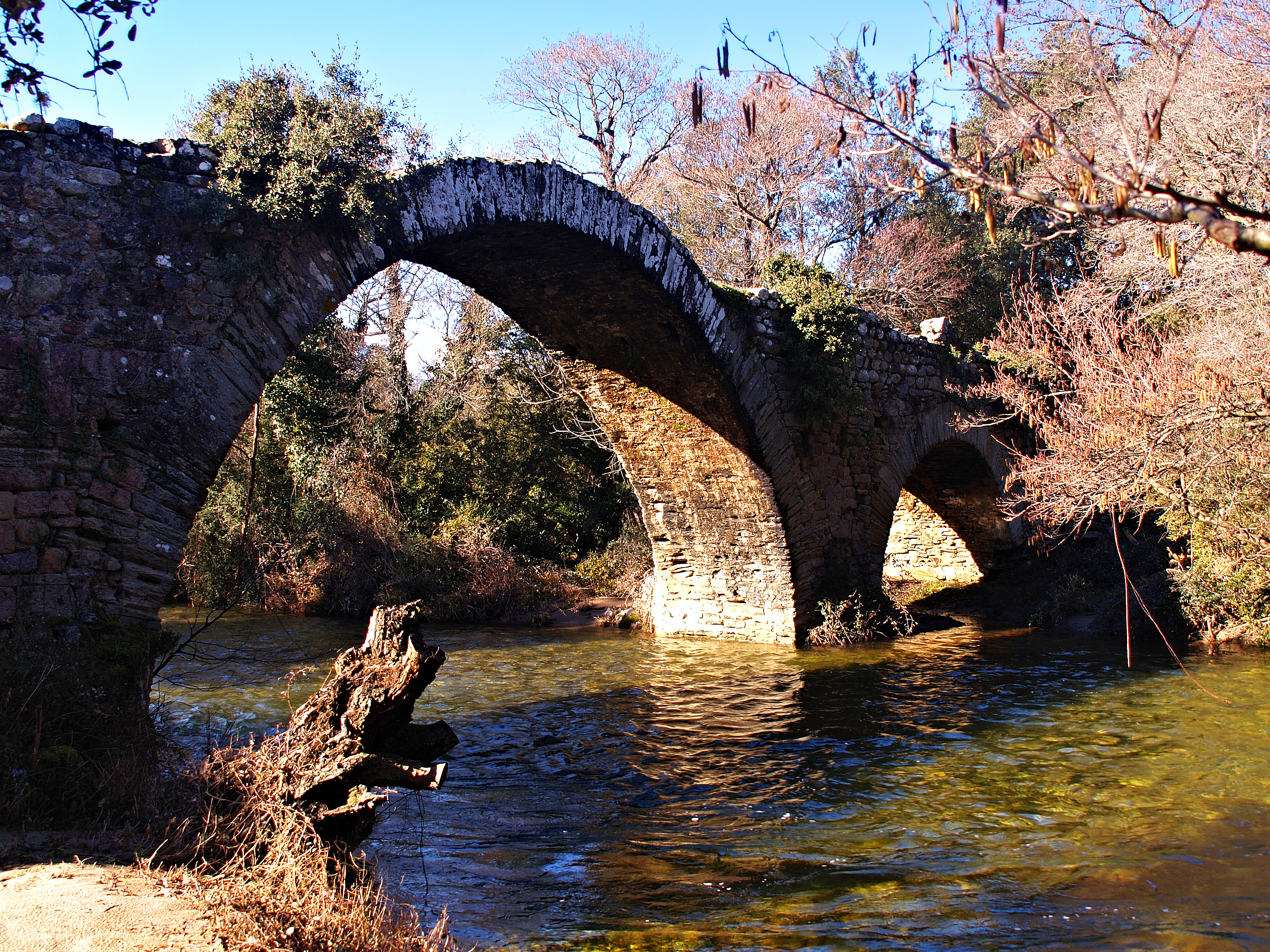
Genueserbrücke
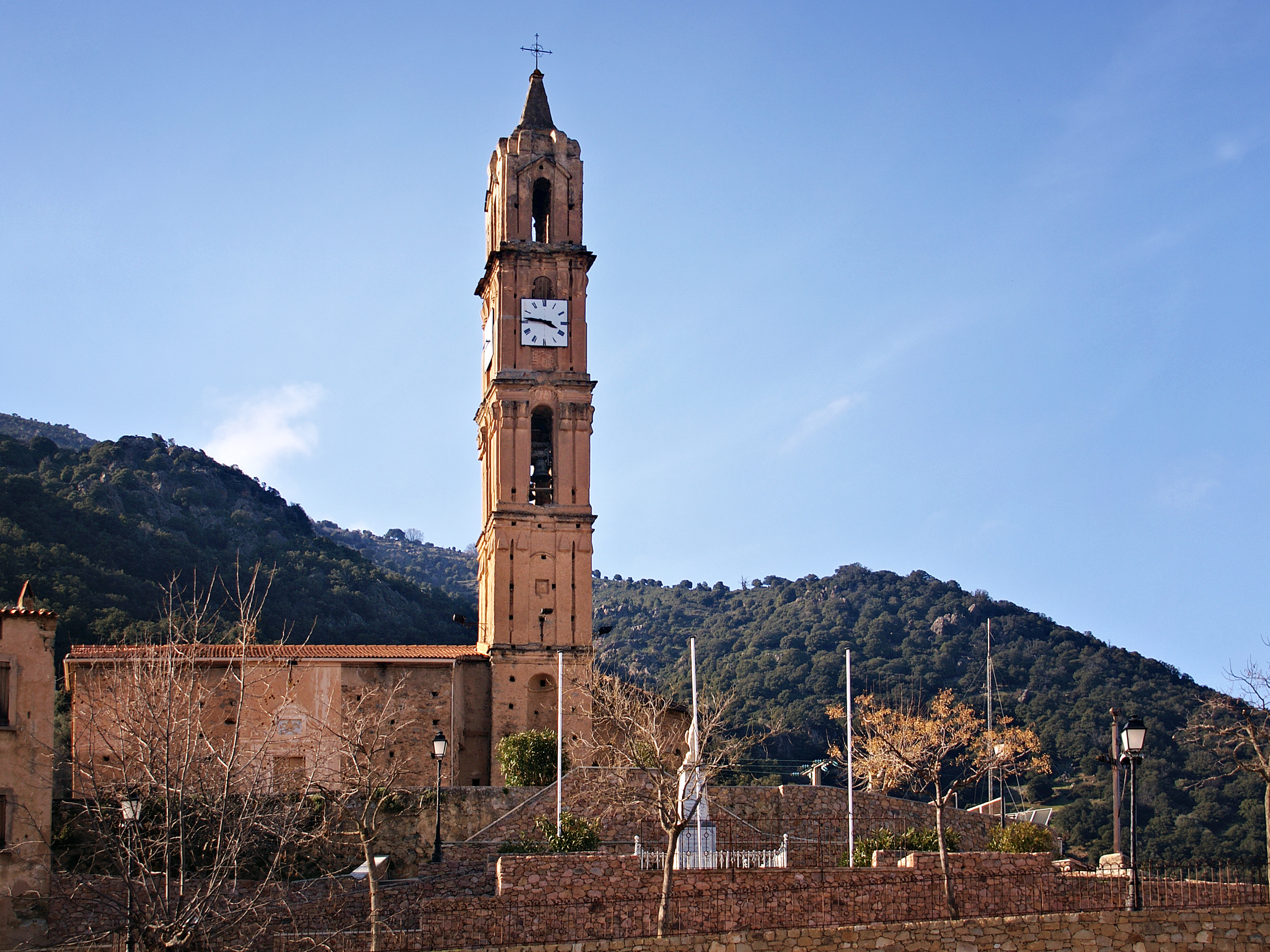
Die Dorfkirche Église de l'Annunziata
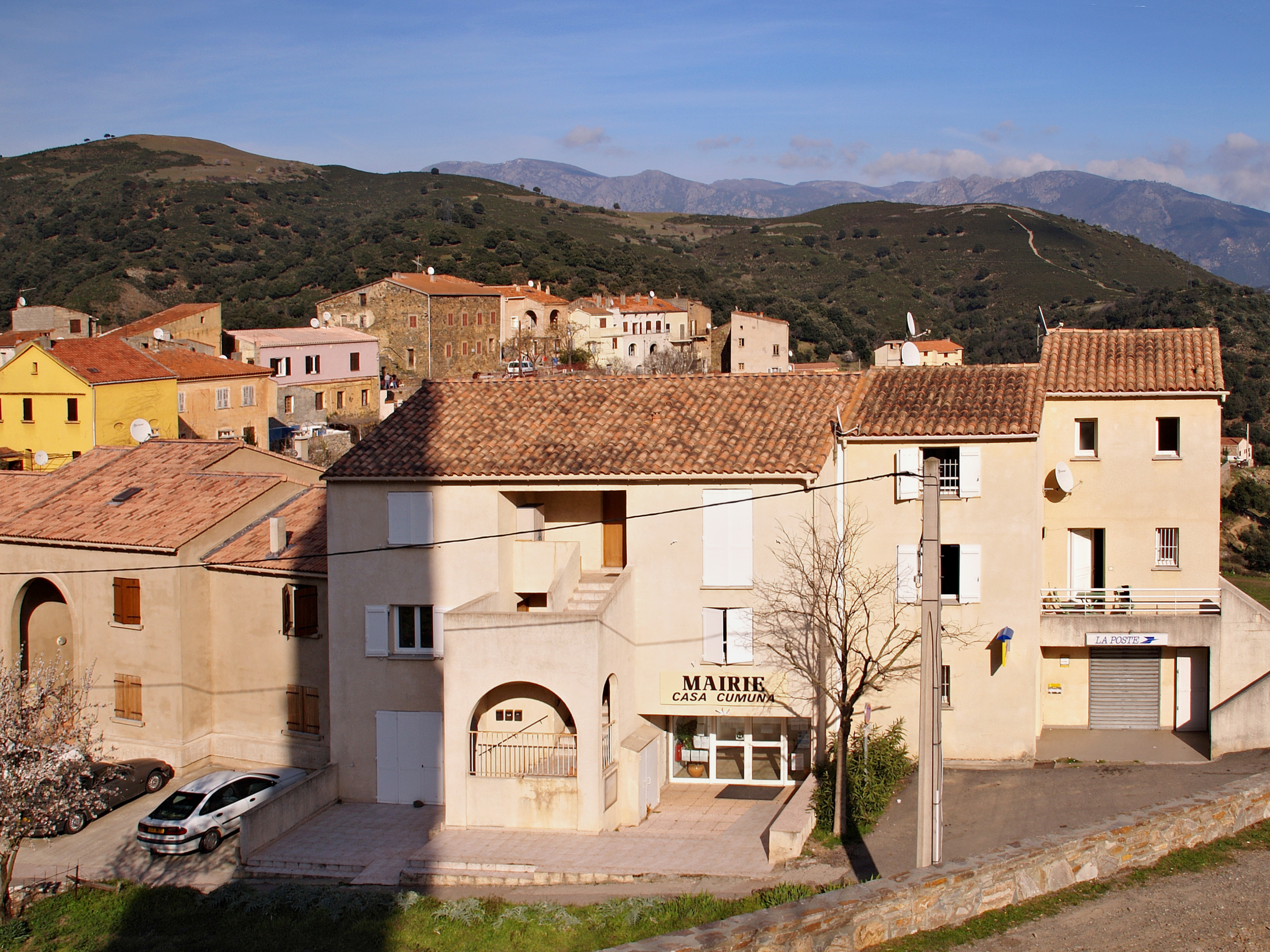
Mairie und Poststelle
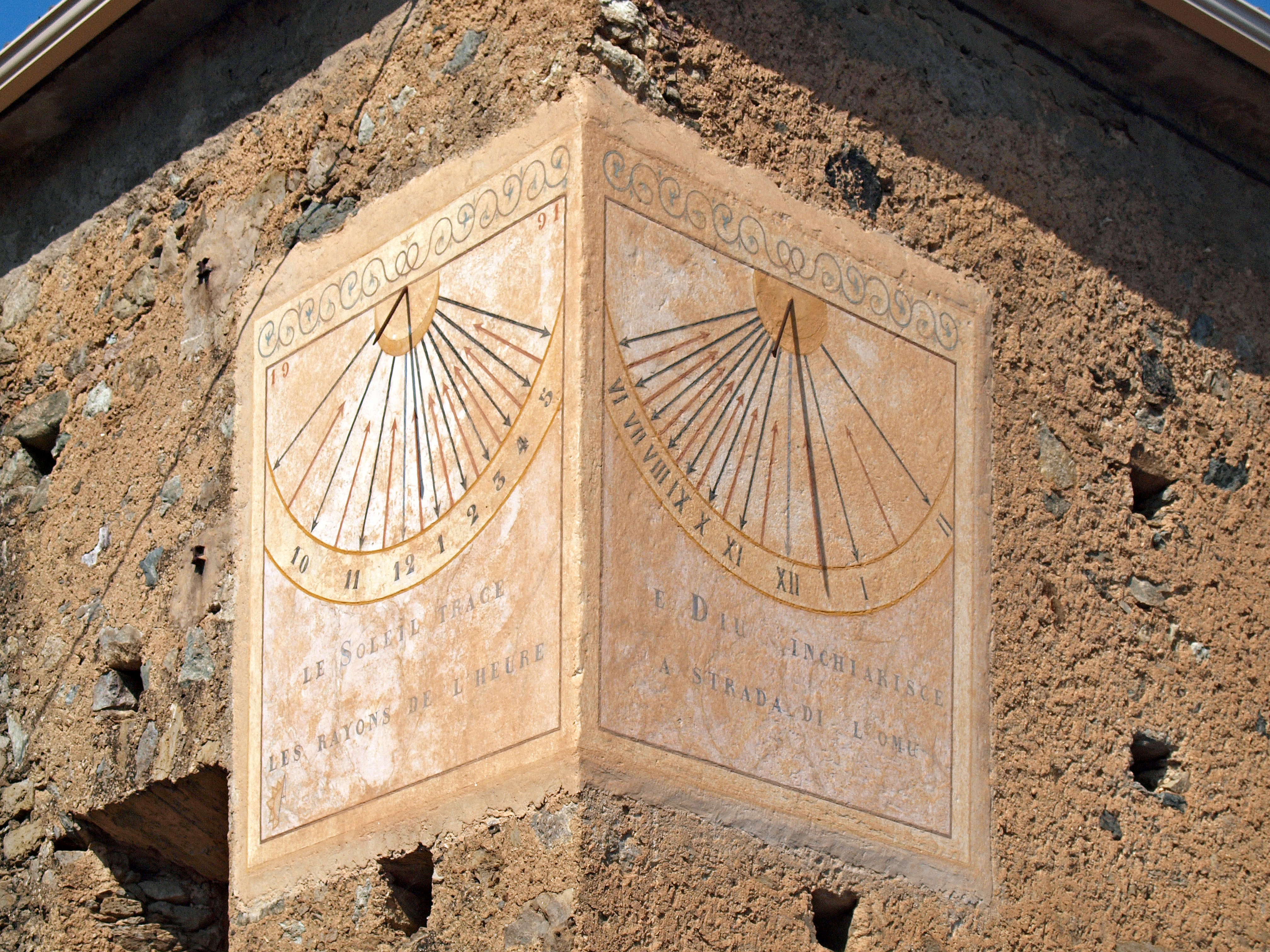
Sonnenuhr